# Thomas Everett
Pour les articles homonymes, voir Everett.
College Football Hall of Fame 2006
(en) Statistiques sur pro-football-reference
Thomas Everett (né le 21 novembre 1964 à Daingerfield au Texas) est un joueur de football américain qui évoluait comme safety dans la National Football League (NFL).
Ayant joué pour l'Université Baylor et leur équipe des Bears, il remporte plusieurs honneurs au niveau universitaire, notamment le Jim Thorpe Award remis au meilleur defensive back universitaire. Il commence sa carrière professionnelle avec les Steelers de Pittsburgh, qui l'ont sélectionné lors de la draft 1987 de la NFL. Après cinq saisons avec les Steelers, il rejoint les Cowboys de Dallas, avec lesquels il remporte deux titres du Super Bowl consécutifs. Il termine sa carrière de neuf saisons en jouant ses deux dernières années avec les Buccaneers de Tampa Bay.
Il est mis en avant par le football universitaire américain en étant intronisé au College Football Hall of Fame.
Il a un frère, Eric Everett, qui a également joué dans la NFL, en tant que cornerback.